# Мидлсекс (округ, Виргиния)
Округ Мидлсекс (англ. Middlesex County) располагается в США, в штате Виргиния. По состоянию на 2010 год, численность населения составляла 10 959 человек. 

## География
По данным Бюро переписи США, общая площадь округа равняется 546 км², из которых 337 км² суша и 207 км² или 38,2% это водоёмы.

### Соседние округа
- Ланкастер (Виргиния) — север
- Матьюс (Виргиния) — юг
- Глостер (Виргиния) — юго-запад
- Кинг-энд-Куин (Виргиния) — запад
- Эссекс (Виргиния) — северо-запад

## Демография
По данным переписи населения 2000 года в округе проживает 9 932 жителей в составе 4 253 домашних хозяйств и 2 913 семей. Плотность населения составляет 29 человек на км². На территории округа насчитывается 6 362 жилых строений, при плотности застройки 19 строений на км². Расовый состав населения: белые - 78,50%, афроамериканцы - 20,13%, коренные американцы (индейцы) - 0,25%, азиаты - 0,12%, представители других рас - 0,41%, представители двух или более рас - 0,58%. Испаноязычные составляли 0,55% населения.
В составе 32,40% из общего числа домашних хозяйств проживают дети в возрасте до 18 лет, 56,10% домашних хозяйств представляют собой супружеские пары проживающие вместе, 9,50% домашних хозяйств представляют собой одиноких женщин без супруга, 31,50% домашних хозяйств не имеют отношения к семьям, 27,10% домашних хозяйств состоят из одного человека, 14,40% домашних хозяйств состоят из престарелых (65 лет и старше), проживающих в одиночестве. Средний размер домашнего хозяйства составляет 2,27 человека, и средний размер семьи 2,73 человека. 
Возрастной состав округа: 19,20% моложе 18 лет, 5,10% от 18 до 24, 22,90% от 25 до 44, 30,30% от 45 до 64 и 22,50% от 65 и старше. Средний возраст жителя округа 40 лет. На каждые 100 женщин приходится 92,50 мужчин. На каждые 100 женщин старше 18 лет приходится 90,50 мужчин. 
Средний доход на домохозяйство в округе составлял 36 875 USD, на семью — 43 440 USD. Среднестатистический заработок мужчины был 30 842 USD против 23 659 USD для женщины. Доход на душу населения составлял 22 708 USD. Около 9,70% семей и 13,00% общего населения находились ниже черты бедности, в том числе - 20,70% молодежи (тех кому ещё не исполнилось 18 лет) и 10,70% тех кому было уже больше 65 лет.